# Irene Rooke
Irene Rooke (1878 – 14 de junio de 1958) fue una actriz teatral y cinematográfica de nacionalidad británica, activa en la época del cine mudo.

## Biografía
Nacida en Bridport, Inglaterra, era hija de un destacado periodista londinense. Rooke dejó el internado en 1896 para dedicarse al teatro, consiguiendo, a diferencia de otras estudiantes en circunstancias similares, un rápido éxito como actriz.
En 1897 ella encarnó a Ofelia en Hamlet, actuando junto a Edward Gordon Craig. Rooke también fue Mercia en The Sign of the Cross, obra adaptada a partir del drama histórico escrito por Wilson Barrett. La producción se llevó a escena en el Fourteenth Street Theatre de Nueva York en octubre de 1898. La compañía que representó la obra estaba compuesta en su totalidad por actores del Lyric Theatre de Londres.
Rooke trabajó también en la producción original de Quality Street, interpretando más adelante a Mrs. Jones en The Silver Box (1906). Ésta pieza era la primera en ser llevada a escena de las escritas por John Galsworthy. 
Otro de sus papeles fue el de Kate Hardcastle en She Stoops To Conquer, bajo dirección de Ben Greet. Fueron muy elogiadas las actuaciones que Rooke y Julia Reynolds llevaron a cabo en la representación. Ellas también actuaron juntas en Oberlin (Ohio) en marzo de 1908. Puesta en escena por la Greet Company, se representó El sueño de una noche de verano, de William Shakespeare, en La Crosse (Wisconsin) en 1909. Otro intérprete con el que actuó fue Edward Hugh Sothern.
Su repertorio fue amplio. Lo demostró en 1913 mientras viajaba en gira por Canadá con la compañía de Annie Horniman. En ese viaja interpretó diferentes papeles, entre ellos los del título en The Second Mrs. Tanqueray, Major Barbara, y Alice Sit-by-the-Fire.
En sus últimas actuaciones teatrales impresionó a los críticos con su papel de la madre en Oliver Cromwell, adaptación de la obra de John Drinkwater.
Rooke debutó en el cine actuando junto a Nigel Playfair en Lady Windermere's Fan (1916). En el drama The Street of Adventure (1921) trabajó junto a Lionelle Howard y Margot Drake. Rooke fue Catalina de Médici en The Loves of Mary, Queen of Scots (1923), con Fay Compton y Jack Cardiff. Otro de sus filmes fue Hindle Wakes (1927), adaptación de la obra teatral del mismo nombre dirigida por Maurice Elvey y protagonizada por Estelle Brody y John Stuart. Sus últimas películas estrenadas en 1932 y producidas por G. B. Samuelson, fueron Threads y Collision.
Irene Rooke falleció en Chesham, Inglaterra, en 1958. Se había retirado del teatro más de veinte años antes de su muerte. Había estado casada con el actor y director Milton Rosmer.

## Filmografía seleccionada
- Lady Windermere's Fan (1916)
- Pillars of Society (1920)
- A Bachelor Husband (1920)
- The Street of Adventure (1921)
- Half a Truth (1922)
- Running Water (1922)
- The Loves of Mary, Queen of Scots (1923)
- Hindle Wakes (1927)
- Collision (1932)